# Othman Benjelloun
Pour les articles homonymes, voir Benjelloun.
Othmane Benjelloun (en arabe : عثمان بنجلون), né en 1932 à Fès, est un banquier et homme d'affaires marocain. Il est notamment connu pour être le président-directeur général du groupe Bank of Africa (anciennement BMCE Bank).
À travers sa holding O Capital Group, il est actif dans plusieurs secteurs clés de l’économie marocaine, notamment la finance (RMA Watanya, Bank of Africa), le tourisme (Risma, Aman Resorts), l'immobilier (Argan Capital), les médias (Soread 2M), les télécommunications (Orange Maroc), le consulting (Valyans), le transport (CTM, Air Arabia Maroc) et l'agriculture (BioBeef, Ranch Adarouch).
En 2025, Othman Benjelloun est classé deuxième fortune du Maroc et quinzième d’Afrique selon le magazine Forbes, avec une richesse estimée à 1,8 milliard de dollars américains.

## Biographie

### Origines et famille
Othman Benjelloun est le fils de Haj Abbas Benjelloun, un très riche Fassi qui a fait fortune dans l'import-export avec Manchester, puis qui a continué ses affaires lors du protectorat français.
Othman Benjelloun est envoyé en France pour poursuivre ses études. Il obtient son baccalauréat au lycée Georges-Clemenceau de Nantes. Après des études d'ingénierie en Suisse à l'École polytechnique fédérale de Lausanne, il retourne au Maroc en 1959,.
Sa femme est Leila Mezian Benjelloun. Elle est la fille du maréchal Meziane. Ophtalmologiste, diplômée de l'université de Barcelone, elle travaille pendant plusieurs années dans le secteur public.

### Parcours
Othman Benjelloun revient au Maroc en 1959. Il rejoint son frère aîné, Omar Benjelloun, qui a diversifié les avoirs familiaux en investissant dans la sidérurgie, l'aluminium, le montage automobile.
Pendant les années 1960 et 1970, ils tissent un vaste réseau d’alliances internationales avec de grand groupes mondiaux comme Volvo, General Motors, Goodyear et surtout Westinghouse.
Cette dernière alliance entraîne une forte croissance de son activité pendant les années 1980.
En 1988, il rachète la Royale Marocaine d'Assurances (RMA), une compagnie fondée en 1949 par dix nationalistes, dont son père.
En 1992, Othman Benjelloun et Abdelaziz Alami, patron de la Banque Commerciale du Maroc (BCM), aident Adil Douiri et Amyn Alami à fonder la banque d'affaires CFG. Le journal l'Express souligne que le monde de la finance marocaine connait une surreprésentation des fassis.
En 1995, et grâce aux fonds de la RMA, il profite du programme de privatisation entamé par le Maroc pour lancer une opération d'achat sur la Banque Marocaine pour le Commerce Extérieur (BMCE). Comme offre concurrente, un trio est mené par Abdellatif Jouahri, Miloud Chaâbi et le fonds souverain libyen. C'est cependant l'offre de Othman Benjelloun qui l'emportera. Quelques mois plus tard, il est élu président du Groupement professionnel des banques du Maroc (GPBM), le lobby des banques marocaines.
Après le rachat de la BMCE, en 1995, Othman Benjelloun s'entoure d'une équipe de jeunes loups pour concrétiser les ambitions de son groupe bancaire. Parmi eux, on compte Hassan Bouhemou, Driss Bencheikh, Hassan Boulknadel, Zouheir Bensaid, Amine Bouabid ou Saâd Bendidi. Plusieurs occuperont des fonctions importantes dans l'économie marocaine par la suite.
Sous sa direction, la BMCE Bank développe des alliances avec des établissements financiers internationaux comme le japonais Nomura et l’allemand Commerzbank.
En 1998, il rachète une autre compagnie d'assurances Al Wataniya pour 300 millions €.
En 1999, il s'associe à Telefonica et Portugal Telecom et acquiert la deuxième licence de téléphonie mobile au Maroc pour un milliard d'euros, et crée ainsi Meditelecom. Par la suite, il rachète des paquets d'actions de la holding marocaine Al Mada.
La même année, il se lance dans l'élevage et rachète le Ranch Adarouch, près de Azrou. Étalé sur des milliers d'hectares, c'est un des plus grands ranchs d'Afrique.
En 2001, probablement sur demande des autorités, il injecte entre des dizaines de millions de dirhams dans le journal Le Matin du Sahara. Ce journal, réputé porte-voix de l’État, était alors en très grande difficulté financière en raison de sa gestion.
En 2004, Othman Benjelloun fusionne ses deux compagnies d'assurances, RMA et Al Watanya pour former RMA Watanya.
Il s'oriente davantage vers l'étranger, en rachetant 35 % de Bank of Africa, troisième groupe bancaire de l’Union économique et monétaire ouest-africaine. En 2007, il lance MediCapital Bank, un établissement financier au cœur de Londres. Il constitue un conseil d’administration auquel participe Peter Cooke, inventeur du ratio du même nom.
En 2006, en partenariat avec Moncef Belkhyat, il a tenté de se lancer dans la petite distribution via les épiceries Hanouty.
Le projet cependant tournera mal. De nombreux franchisés Hanouty portent plainte et tentent de manifester devant le siège de la BMCE.
L'enseigne Hanouty ferme ses portes en 2012.
En 2019, Othman Benjelloun est la deuxième fortune du Maroc et la quinzième d’Afrique d'après le magazine Forbes, avec une fortune estimée à plus de 1,9 milliard de dollars.
Passionné d'architecture, Othman Benjelloun est derrière la construction à Salé de la plus grande tour du Maroc. Le projet est lancé par l'entreprise O’Tower, détenue à 48% par Bank of Africa. La tour, originellement prévue à Casablanca, est construite sous la forme d'une fusée spatiale et d'une rampe de lancement . 

## Titres

### Finance
- Président du Groupement professionnel des banques du Maroc (GPBM), le lobby officiel des banques marocaines.
- Il a été Président de l’Union des banques du Maghreb (UBM).

### Décorations
- Officier de l'ordre du Trône[18]
- Commandeur de l'ordre royal de l'Étoile polaire de Suède[18]
- Commandeur de l’ordre national du Lion du Sénégal[18]